# مونتاگو تولر
مونتاگو تولر (انگلیسی: Montagu Toller; ۱ ژانویهٔ ۱۸۷۱ – ۵ اوت ۱۹۴۸) بازیکن کریکت اهل بریتانیا بود.